# 庄子裕衣
庄子 裕衣（しょうじ ゆい、1983年2月19日 - ）は、日本の女性声優。アミュレート所属。神奈川県出身。

## 人物・概要
桐朋学園芸術短期大学演劇専攻卒業後、RAMS Professional Educationに入所。在学中に井ノ上奈々・斎藤桃子・宮崎羽衣と声優ユニット「クローバー」を結成、ユニットメンバーらと共に出演したテレビアニメ『IZUMO -猛き剣の閃記-』でデビューする。テレビアニメ『まもって!ロリポップ』で初主演。
2008年7月に所属事務所ラムズを退所、フリー期間を経て、2009年2月から2010年までミディアルタに所属。2011年よりアークレイ（現：アミュレート）所属。
弟と妹がいる。

## 出演
太字はメインキャラクター。

### テレビアニメ
2005年
- IZUMO -猛き剣の閃記-（青龍）
- おねがいマイメロディ（町娘）

2006年
- Soul Link（カレン・タチバナ）
- まもって!ロリポップ（ニナ / 山田二菜）

2007年
- おねがいマイメロディ すっきり♪（亜美）
- 家庭教師ヒットマンREBORN!（チェルベッロ、凪の母）
- スイスイ!フィジー!（スナッピーくん、クラゲさん、テレチャウくん、白い魚）
- Master of Epic The Animation Age（ワラゲイエロー）

2008年
- 黒塚 KUROZUKA（女兵士）
- 伯爵と妖精（ブラウニーA）
- ミチコとハッチン（銀行員ほか）

2009年
- 犬夜叉 完結編（村の子供）
- うさるさん。（うささん）
- けいおん!（店員）
- 獣の奏者 エリン（少女A）
- 東京マグニチュード8.0（オペレーター）
- 東のエデン（携帯音声）
- ヒピラくん（子供）

2011年
- THE IDOLM@STER（編集者、のぞみ）
- BLEACH（陽介）
- マケン姫っ!（女子生徒）
- 未来日記（女性監視員）
- WORKING'!!（客A）

2012年
- しろくまカフェ（客、女性、観光客、お母さん）
- ズーブルズ!（クーペ、タム）
- 中二病でも恋がしたい!（生徒）
- 夏色キセキ（女子生徒、先生、水野、女子、ステージママ）

2013年
- 超次元ゲイム ネプテューヌ THE ANIMATION（アブネス）
- マギ The kingdom of magic（仁々）
- ゆうとくんがいく
- ワルキューレロマンツェ（女子生徒B）

2014年
- 大図書館の羊飼い（癖毛の女子）
- ハイキュー!!（女子バレー部員B）

2015年
- パンチライン（パイン）

2018年
- シュタインズ・ゲート ゼロ（岡部朱美）

2019年
- B-PROJECT〜絶頂*エモーション〜（子供A）

2022年
- サマータイムレンダ（影〈母〉）

### 劇場アニメ
2008年
- HELLS ANGELS（生徒たち）

2009年
- テイルズ オブ ヴェスペリア 〜The First Strike〜（ウエイトレス）
- 東のエデン 劇場版I / II（2009年 - 2010年、新入社員・黒服達、総理夫人の侍女） - 2作品

2011年
- friends もののけ島のナキ（竹市）

2023年
- 北極百貨店のコンシェルジュさん

### ゲーム
2006年
- グラナド・エスパダ（ウィザード 女）
- Soul Link EXTENSION（カレン・タチバナ）
- パルフェ -Chocolat Second Style-（川端瑞奈）
- ブレイジングソウルズ（リディア）
- REC☆ドキドキ声優パラダイス☆（遠藤もみじ）

2007年
- アガレスト戦記（レヴェリー）
- アクエリアンエイジ オルタナティブ（千頭さとり、九天玄女、ブランシュ）
- アブソリュートブレイジングインフィニティ（リディア）
- 家庭教師ヒットマンREBORN!（2007年 - 2008年、チェルベッロ） - 2作品

2008年
- お掃除戦隊くりーんきーぱー（2008年 - 2009年、春日野麻里子） - 2作品

2009年
- ブレイジングソウルズ アクセレイト（リディア）

2011年
- DUNAMIS15（妹尾梓）
- BEYOND THE FUTURE - FIX THE TIME ARROWS -（レムナ）

2012年
- 圧倒的遊戯 ムゲンソウルズ（シュシュ・インフィニット〈寡黙、ツンデレ〉）
- 神次元ゲイム ネプテューヌV（アブネス）

2013年
- Jewelic Nightmare（橘真咲）
- DISORDER6（セオ アケミ）

2014年
- 神次次元ゲイム ネプテューヌRe;Birth3 V CENTURY（アブネス）
- サウザンドメモリーズ（爛華の歌姫ロサマリア）

2015年
- 新次元ゲイム ネプテューヌVII（レディ）
- 激次元タッグ ブラン+ネプテューヌVSゾンビ軍団（ハチマジーン〈ハチマ〉）
- 超銀河船団（ジーヤ・エコー）

2019年
- エンゲージプリンセス〜眠れる姫君と夢の魔法使い〜（シャルム）

2020年
- 原神（「淑女」シニョーラ、長生、水夜叉・伐難）

2023年
- ヘブンバーンズレッド（習志野ドーム住人）
- 女神楽園 ガーデス・パラダイス（白虎）

2024年
- 爆走次元ネプテューヌ VS 巨神スライヌ（スライヌレディ）

### 吹き替え
- ヒックとドラゴン〜バーク島の冒険〜（バープル）
- See 〜暗闇の世界〜

### パチンコ・パチスロ
- CRおそ松くん（2012年、松野おそ松、松野カラ松、松野チョロ松、松野一松、松野十四松、松野トド松）
- シンデレラブレイド2（2014年、マリア）
- シンデレラブレイド3（2017年、マリア）

### ドラマCD
時期不明
- ストロボ・エッジ（是永麻由香、女生徒）
- ラブ★レシピ〜変なエッセンス〜（理事長秘書）

2006年
- スーパーメイドちるみさん（唐沢ちゆり）
- Soul Link The Animation Mission 01 / 02 / 04（カレン・タチバナ）

2009年
- 超空転神トランセイザー（セイラムピンク）

2013年
- 姉ログ※コミックス第2巻ドラマCD付き特別版

### デジタルコンテンツ
- VOMIC ストロボ・エッジ（是永麻由香）

### CMナレーション
- うさるさん。（メディアファクトリー）
- ポケットモンスターシリーズ（メディアファクトリー）
- テニスの王子様 シングル・アルバム・ラジオCD（インデックスミュージック）
- Master of Epic -The ResonanceAge Universe-（ゴンゾロッソオンライン運営MMORPG）

### ラジオ
- 庄子・宮崎・斎藤の放課後ひみつ会議（2004年 - 2005年、アニスタ.TV）
- クローバーの夜遊びカーニバル（2005年 - 2006年、ラジオ関西・アニスタ.TV／2006年 - 2007年、アニスタ.TV）

#### ラジオCD
- ラジオCD「井ノ上奈々の2〜3次元同好会」Vol.2（2012年9月19日）

### テレビ番組
- アニメぱらだいす!（レポーター、2005年4月 - 2006年3月/レギュラー、2006年4月 - 2007年4月）
- アニメ天国（2005年10月 - 2006年10月） - コーナーパーソナリティ
- Ex-ATV（2005年10月 - 2006年4月、エキサイトアニメ配信動画番組） - ナビゲーター
- アニメTV（2012年4月 - 2013年6月） - 司会

### オリジナルビデオ
- CROSS OVER（2005年、庄子ユイ）
- 月のパズル（2005年、遠山アサコ）
- Gift（2006年、中島歌織）
- パルフェ Another Story（2006年、川端瑞奈）

### 舞台
2008年
- 朗読劇 葉っぱのフレディ（フレディ、8月3日）

2009年
- オレSUMMER！Happy birthday to…（晴美、8月6日）
- オトオトコ（レの音、9月4日-6日）

2010年
- 新光電影館〜横浜中華街 大祝祭版〜（3月26日-28日）

2011年
- ニコニコミュージカル『ニコニコニーコ』（3月17日 - 27日、シアターグリーン）

2013年
- 『大和ワニズムIII〜3〜』「E.T.みたいなグッドバイ〜ピンクタイガース版〜」（3月29日 - 3月31日、新中野ワニズホール）

## ディスコグラフィ

### キャラクターソング
| 発売日        | 商品名                             | 歌                           | 楽曲                        | 備考                            |
| ------------- | ---------------------------------- | ---------------------------- | --------------------------- | ------------------------------- |
| 2006年6月21日 | Soul Link The Animation Mission 02 | カレン・タチバナ（庄子裕衣） | 「horizon of the universe」 | テレビアニメ『Soul Link』関連曲 |

### その他の楽曲
| 発売日         | 商品名             | 歌 | 楽曲                                    | 備考                                                  |
| -------------- | ------------------ | --- | --------------------------------------- | ----------------------------------------------------- |
| 2007年11月22日 | Pray For Happiness | 野川さくら、宮崎羽衣、YOFFY & IMAJO、酒井香奈子、井ノ上奈々、近江知永、庄子裕衣、阿部玲子、三好麻美、山村響 | 「Pray For Happiness」                  | ライブイベント『RAMS LIVE FESTIVAL 2007』テーマソング |
| 2007年11月22日 | Pray For Happiness | 野川さくら、宮崎羽衣、YOFFY & IMAJO、酒井香奈子、井ノ上奈々、近江知永、庄子裕衣、阿部玲子、三好麻美、山村響 | 「Pray For Happiness（Acoustic Ver.）」 |                                                       |

### その他ライブ映像
- アニぱら音楽館 EXTREME LIVE（2007年8月22日）
- RAMS LIVE FESTIVAL 2007（2008年3月12日）

## その他
- 釣りビジョン 弾丸BASSボーイ!（ジャネットちゃん、2009年10月 -）